# KkStB 73
Die kkStB 73 war eine Güterzug-Schlepptenderlokomotive der k.k. Staatsbahnen (kkStB).

## Geschichte

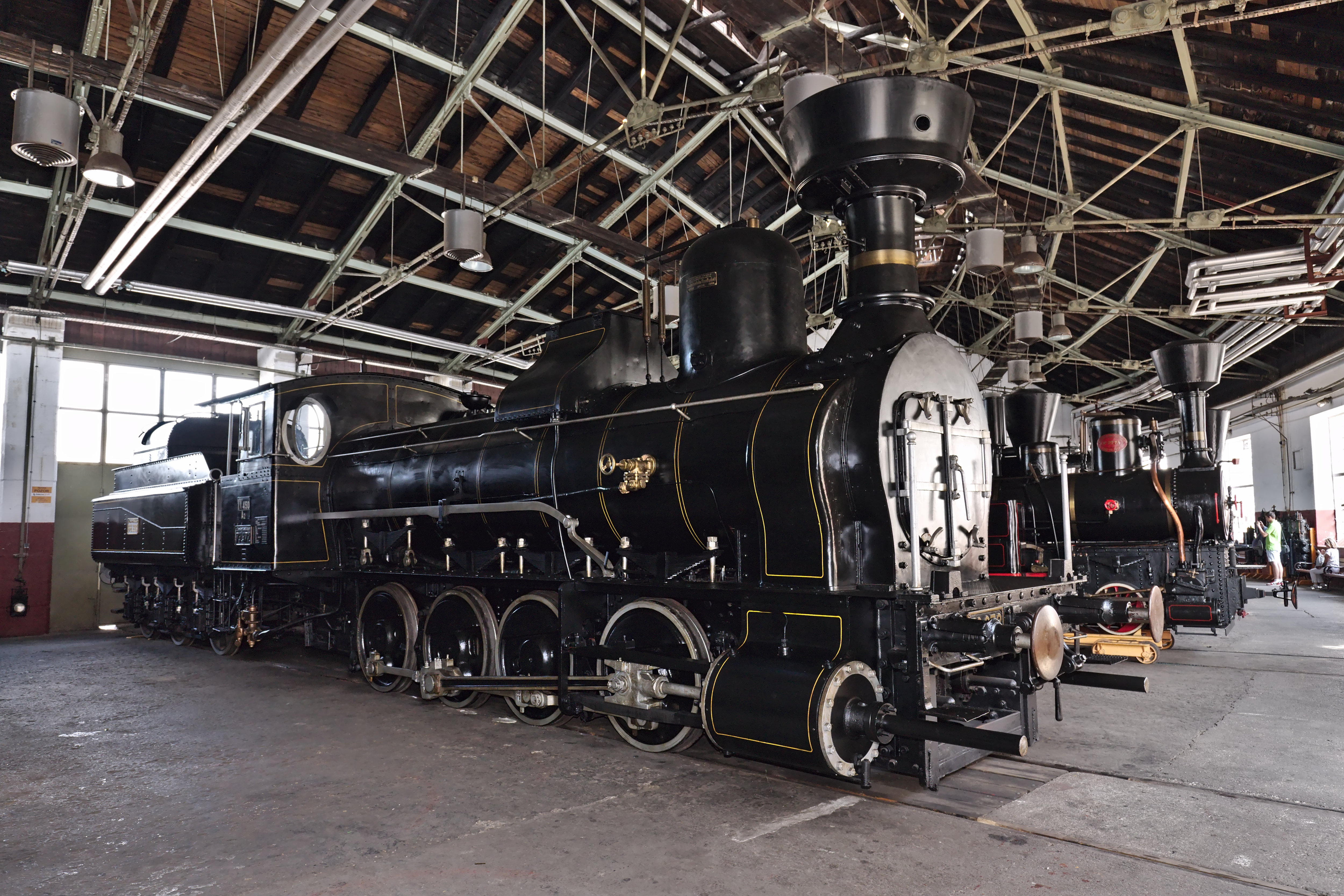
73.372 im Eisenbahnmuseum Ljubljana

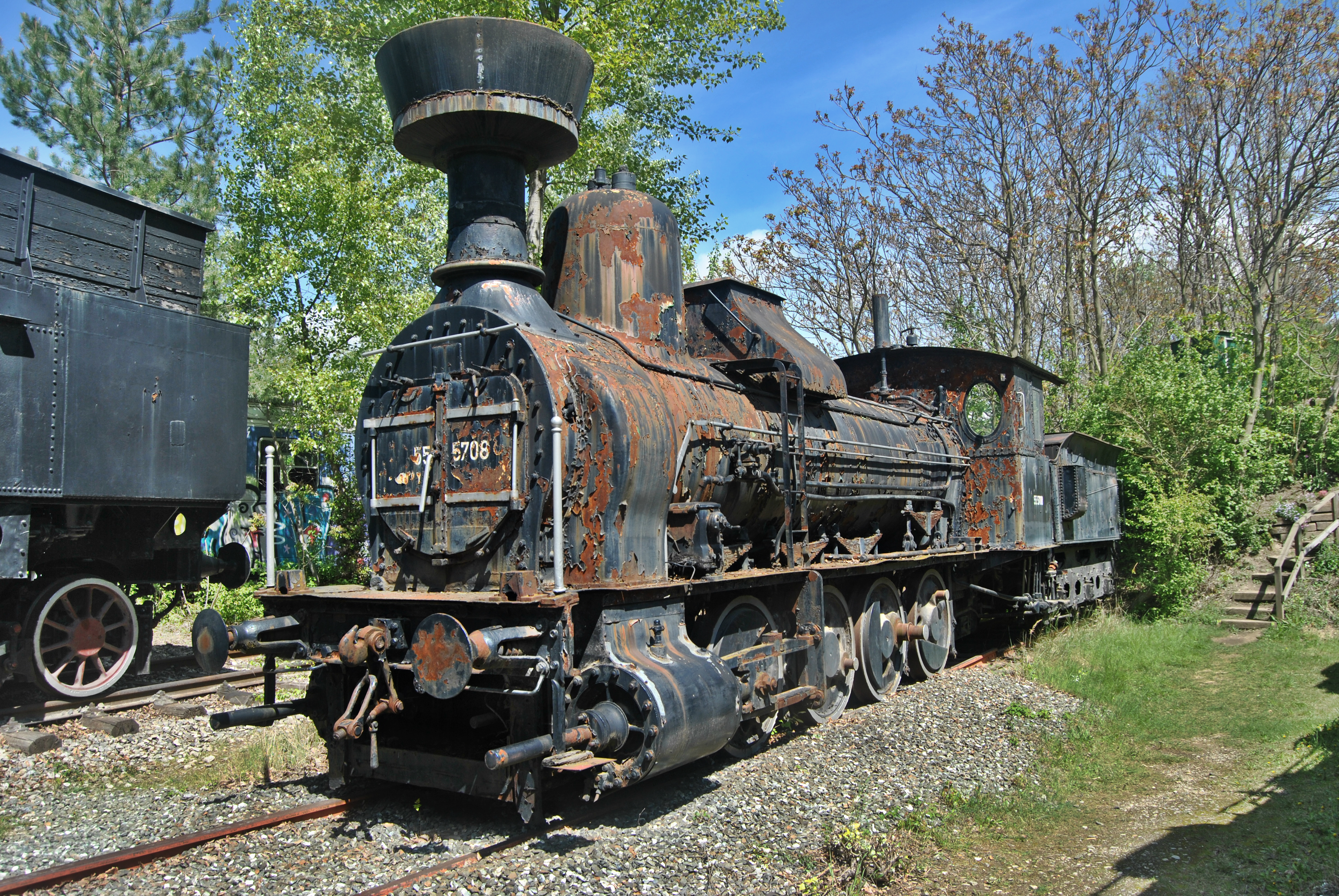
ÖBB 55.5708 (ex 73.79) im Eisenbahnmuseum Straßhof

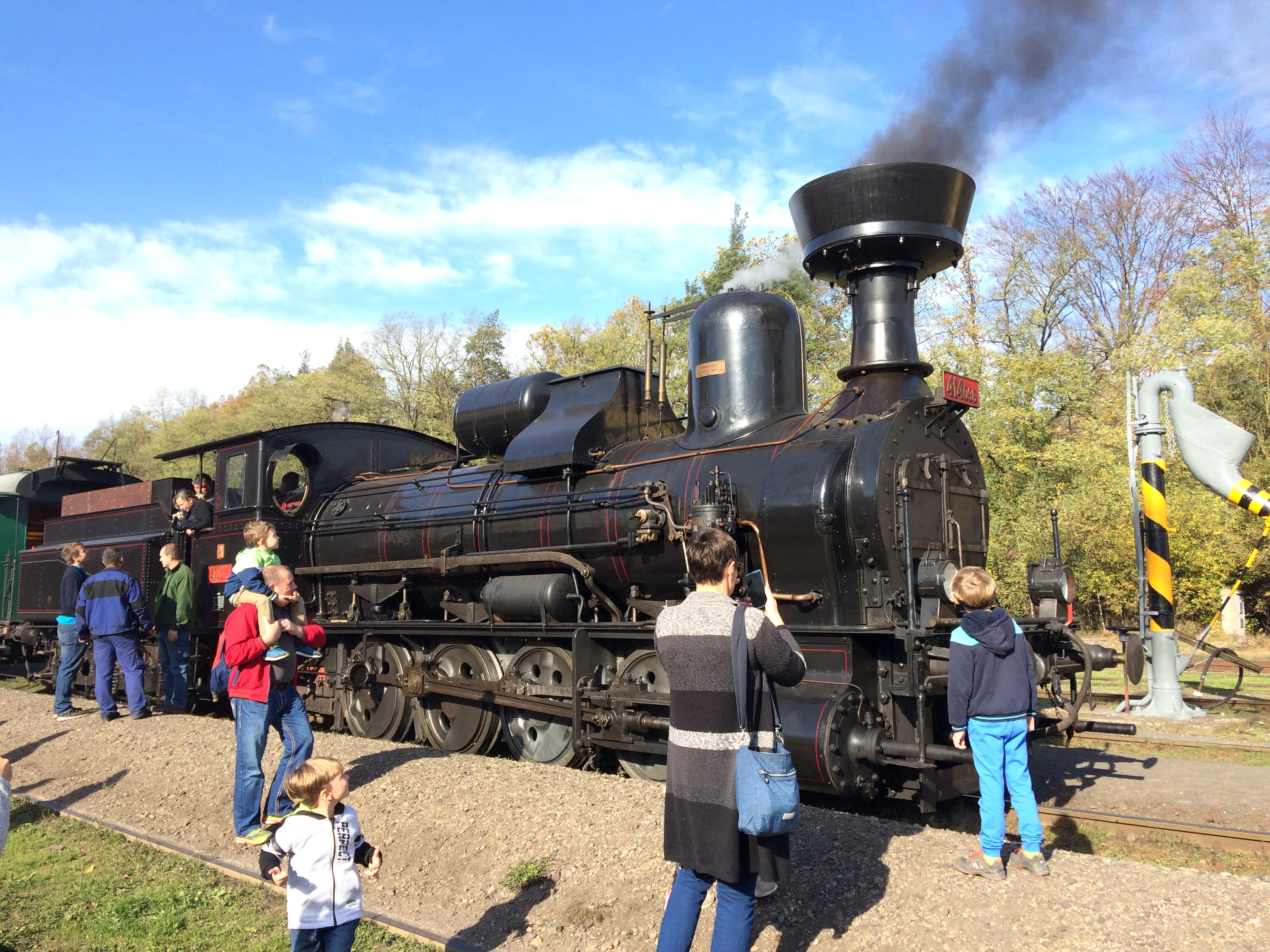
ČSD 414 096 im Eisenbahnmuseum Lužná u Rakovníka

Die kkStB beschaffte diese vierfach gekuppelten Lokomotiven von 1885 bis 1909.
Die ersten Maschinen (73.01–04) wurden für die Arlbergbahn beschafft, die 73.23–28 für die Galizische Transversalbahn.
An der Lieferung der Reihe 73 waren alle österreichischen Lokomotivfabriken beteiligt.
Insgesamt wurden 453 Lokomotiven in den Bestand der kkStB aufgenommen.
Sie hatten die Nummern 73.01–454 (73.300 blieb unbesetzt).
Die Lokomotiven der Reihe 73 waren zu ihrer Zeit sehr leistungsstark und prägten im damaligen Österreich den Güterverkehr für 25 Jahre.
Sie konnten in der Ebene 1650 t mit 30 km/h befördern, auf einer Steigung von 10 ‰ immerhin 580 t mit 15 km/h und auf einer Steigung von 25 ‰ 220 t mit ebenfalls 15 km/h.
Ihre Leistung betrug 700 PS.
Die Reihe 73 wurde hauptsächlich in Galizien, in der Bukowina, in Böhmen und Mähren, in Wien, Salzburg, Tirol und in Vorarlberg eingesetzt.
Nachdem sie von leistungsfähigeren Lokomotiven (170, 270, 180, 80) aus dem Güterverkehr verdrängt worden war, wurde sie im Verschub weiterverwendet.
Nach dem Ersten Weltkrieg wurde die Reihe 73 wie folgt auf die Nachfolgestaaten der Monarchie aufgeteilt:
233 Exemplare kamen als Tp15 zu den PKP, 119 als 414.0 zu den ČSD, 25 Stück als 424 zu den FS, 17 kamen zu den CFR und vier Stück zu den Eisenbahnen des Königreichs der Serben, Kroaten und Slowenen und später als Reihe 133 zu den JDŽ. Den BBÖ blieben 44 Exemplare, der Rest ging im Krieg verloren.
Die ČSD schieden die letzte Maschine der Reihe 414.0 erst 1969 aus ihrem Bestand und übergaben sie dem Technischen Nationalmuseum Prag.
Nach dem Anschluss Österreichs durch das Deutsche Reich ordnete die Deutsche Reichsbahn alle 44 BBÖ-Maschinen als 55.5701–5744 ein.
Im Zuge der Kampfhandlungen des Zweiten Weltkriegs kamen ehemalige 73er von den ČSD (55.5745–5819), von den PKP (55.5832–5864 und 55.5866–5897) und von den JDŽ (55.5865) zur DR.
Nach dem Zweiten Weltkrieg blieben den ÖBB noch 38 Stück, die weiter als Reihe 55 bezeichnet wurden.
Als letzte Maschine wurde 55.5708 (kkStB 73.79) im Jahr 1964 ausgemustert und der Sammlung des Österreichischen Eisenbahnmuseums übergeben. Die Lokomotive befindet sich, mit einem Tender der KkStB-Tenderreihe 36 gekuppelt, im Eisenbahnmuseum Strasshof.
Die ČSD-Lokomotive 414.096, das letzte in der Tschechischen Republik vorhandene Exemplar dieser Baureihe, die hier den Spitznamen Heligon trug, wurde seit 2009 im Eisenbahnmuseum Lužná u Rakovníka einer Hauptuntersuchung unterzogen. Im April 2019 fuhr sie zum ersten Mal seit 50 Jahren wieder aus eigener Kraft und bespannte in der folgenden Saison mehrere Nostalgiezüge.
Die letzte jugoslawische Maschine, die ehemalige kkStB 73.372, befindet sich gemeinsam mit einem Tender für Ölzusatzfeuerung im Eisenbahnmuseum Ljubljana.